# Nueces megye
Nueces megye az Amerikai Egyesült Államokban, azon belül Texas államban található. Megyeszékhelye és legnagyobb városa Corpus Christi. Lakosainak száma 353 178 fő (2020. április 1.).

## Szomszédos megyék
- Aransas megye (észak)
- San Patricio megye (észak)
- Kleberg megye (dél)
- Jim Wells megye (nyugat)

## Népesség
A megye népességének változása:
| Lakosok száma | 340 311 | 343 053 | 347 594 | 352 107 | 359 715 | 353 178 |
|               | 2010    | 2011    | 2012    | 2013    | 2015    | 2020    |